# Bogd Chan Uul
Bogd Chan Uul (mongoliska: Богд хан уул) är ett berg i Mongoliet som överblickar landets huvudstad Ulan Bator från 914 meters höjd strax söder om staden.
Bogd Chan Uul, tillsammans med Mongoliets övriga heliga berg Burchan Chaldun och Otgon Tenger, lades till Unescos världsarvskandidatlista den 6 augusti 1996 i kategorin kultur. År 1783 gjorde den mongoliska regeringen Bogd Chan Uul till en nationalpark för att skydda dess skönhet. Detta gör parken till den äldsta nationalparken i världen. Fem kilometer söder om berget ligger det buddhistiska klostret Manzusjri Chijd, även känt som Manzsjir Chiid som grundades 1773 och restaurerades efter att ha förstörts år 1937.  

### Fotnoter
1. ↑  ”Mongolia Sacred Mountains: Bogd Khan, Burkhan Khaldun, Otgon Tenger”. Unesco. http://whc.unesco.org/en/tentativelists/936/. (engelska)
2. ↑  ”SIGHTS OF INTEREST IN MONGOLIA - MANZSHIR MONASTERY (KHIID)”. Legent Tour. Arkiverad från originalet den 28 juni 2012. https://web.archive.org/web/20120628024544/http://www.legendtour.ru/eng/mongolia/regions/manzshir-monastery.shtml. Läst 25 mars 2011. (engelska)